# Dear Christiane
Dear Christiane er en dansk portrætfilm fra 2003, der er instrueret af Lone Thau efter eget manuskript.

## Handling
Filminstruktør og manuskriptforfatter Lone Thau tager på en personlig rejse tilbage til sin families fortid – til sommerhuset ved Vesterhavet, hvor familien gennem fire generationer tilbragte ferierne. Hun genser gamle fotografier taget af hendes oldefar, journalisten, fotografen og digteren Andreas Beiter (1851-1935) og fortæller historien om hans liv og den politiske situation ved systemskiftet i 1901.